# Pitao-Xicala
Pitao-Xicala o Pecala o Pitao-Pecala (in lingua zapoteca, "abbondante sogno") o Pixee Pecala (in lingua zapoteca, "gufo, sogno", in base a una frase di Córdova, "xìni pixee, xìni pecala" ossia "figlio del gufo, figlio del sogno" ossia "lussurioso uomo e grandemente lussuriosa donna") era la divinità zapoteca dei sogni, dell'amore e del desiderio lussurioso.